# Memorial Armando Picchi
Memorial Armando Picchi (z wł. Turniej pamięci Armando Picchi) – międzynarodowy towarzyski klubowy turniej piłkarski rozegrany w latach 1971, 1987-88, 1995 i 1999, na stadionie Ardenza w Livorno (Włochy), który w 1990 został przemianowany na Stadio Armando Picchi i organizowany przez miejscowy klub Livorno Calcio.
Turniej po raz pierwszy odbył się w czerwcu 1971 roku na Stadio Olimpico w Rzymie, został organizowany przez Federazione Italiana Giuoco Calcio i Lega Nazionale Professionisti jako Trofeo Nazionale di Lega Armando Picchi.
Trofeum został zaprojektowany przez Alberto Lievore, we współpracy z Alvaro Marchini i Italo Allodi w celu upamiętnienia Armando Picchi, historycznego kapitana Interu Mediolan lat sześćdziesiątych, który zmarł w maju 1971 roku. Turniej pierwotnie miał być rozgrywany corocznie w czerwcu, ze stałym udziałem dwóch finalistów Pucharu Włoch i dwóch najlepszych drużyn w Serie A, ale problemy z wolnymi datami spowodowało, że organizacja ograniczyła się do jedynej inauguracyjnej edycji.
Dopiero później klub Livorno Calcio, w którym rozpoczynał swoją karierę Armando Picchi, reaktywował turniej, który otrzymał nazwę Memorial Armando Picchi. W 1999 roku została rozegrana ostatnia edycja.
Początkowo w turnieju występowały cztery drużyny i rozgrywano dwa mecze półfinałowe oraz mecz o 3 miejsce i finał, ale w ostatnich latach turniej rozgrywany w formacie pojedynczego meczu. W edycji 1999 mecze trwały po 45 minut. W przypadku remisu przeprowadzana była seria rzutów karnych. Zwycięzca pierwszego meczu grał w trzecim spotkaniu, przegrany w drugim. W turnieju zwyciężała drużyna, która zdobyła najwięcej punktów. W przypadku takiej samej ich liczby decydowała większa liczba zwycięstw w bezpośrednich spotkaniach.

## Finały
| Edycja | Rok       | Finał          | Finał          | Finał                     | Trzecie miejsce | Trzecie miejsce | Trzecie miejsce |
| Edycja | Rok       | Zwycięzca      | Wynik          | Finalista                 | 3 miejsce       | Wynik           | 4 miejsce       |
| ------ | --------- | -------------- | -------------- | ------------------------- | --------------- | --------------- | --------------- |
| I      | 1971      | AS Roma        | 1:0            | Inter Mediolan            | Juventus F.C.   | 2:1             | Cagliari Calcio |
|        | 1972–1987 | Nie rozgrywano | Nie rozgrywano | Nie rozgrywano            | Nie rozgrywano  | Nie rozgrywano  | Nie rozgrywano  |
| II     | 1988      | Dynamo Kijów   | 6:1            | Bologna FC                | –               | –               | –               |
| III    | 1989      | A.C. Milan     | 0:0 (k. 4:1)   | Club Nacional de Football | –               | –               | –               |
|        | 1990–1994 | Nie rozgrywano | Nie rozgrywano | Nie rozgrywano            | Nie rozgrywano  | Nie rozgrywano  | Nie rozgrywano  |
| IV     | 1995      | Inter Mediolan | 0:0 (k. 4:2)   | PSV Eindhoven             | –               | –               | –               |
|        | 1996–1998 | Nie rozgrywano | Nie rozgrywano | Nie rozgrywano            | Nie rozgrywano  | Nie rozgrywano  | Nie rozgrywano  |
| V      | 1999      | Livorno Calcio | turniej        | Inter Mediolan            | Varese FC       | –               | –               |

## Statystyki
| Lp.  | Klub                      | Zdobywca | Finalista | Lata triumfów |
| ---- | ------------------------- | -------- | --------- | ------------- |
| 1.   | Inter Mediolan            | 1        | 2         | 1995          |
| 2-5. | AS Roma                   | 1        | 0         | 1971          |
|      | Dynamo Kijów              | 1        | 0         | 1988          |
|      | A.C. Milan                | 1        | 0         | 1989          |
|      | Livorno Calcio            | 1        | 0         | 1999          |
| 6-8. | Bologna FC                | 0        | 1         |               |
|      | Club Nacional de Football | 0        | 1         |               |
|      | PSV Eindhoven             | 0        | 1         |               |